# 布科沃茨鄉 (蒂米什縣)
45°45′18″N 21°22′52″E / 45.755°N 21.3811°E
布科沃茨鄉（羅馬尼亞語：Comuna Bucovăț, Timiș），是羅馬尼亞的鄉份，位於該國西部，由蒂米什縣負責管轄，面積34平方公里，海拔高度92米，2002年人口1,032，人口密度每平方公里31人。